# Безпроводові засоби зв'язку
Безпроводові засоби зв'язку — засоби зв'язку, що, на відміну від проводових засобів зв'язку, утворювали канали зв'язку засобами без участі кабельних трас дальнього зв'язку.

## Класифікація
Канал зв'язку забезпечує з'єднання передавача і приймача для передавання сигналу від джерела до отримувача (див. схему). 

Фізичний канал може бути двохпроводною лінією, яка пропускає електричний сигнал, або скловолокном, яке переносить інформацію за допомогою модульованого світлового променя, або підводним каналом океану, в якому інформація передається акустично , або вільним простором, за яким   інформаційний сигнал випромінюється за допомогою антени і приймається на приймальній стороні на приймальну антену.
За радянською класифікацією це засоби, що створювали канали
- радіо
- радіорелейні
- тропосферні
- космічні (супутникові)

## Приклади військових засобів каналоутворення
Радіоканали створювалися військовими радіостанціями середньої і великої потужності (Р-135, Р-136, Р-137, Р-140, Р-161 /-А2, -А2М, -5 чи Полюс-5)
Для побудови радіорелейних ліній використовувалися пари напівкопмлектів радіорелейних станцій (Р-409, Р-419, Р-404, Р-414, тощо)
Тропосферні станції у військах були представлені модифікаціями Р-410 та Р-412.
Станція космічного (чи супутникового) зв'язку — Р-440.

### Засоби "Р-чотирьохсотої" серії
Серія Р-4хх - Засоби радіорелейного і супутникового зв'язку в арміях СРСР і пострадянських держав
- Р-400 - рухома багатоканальна ДЦх радіорелейна станція РРЛ-6 "Рубін". Розміщується на 3 автомобілях ЗІС-151
  - Р-400М - рухома багатоканальна ДЦх радіорелейна станція "Лютик"
  - Р-400м2 - рухома багатоканальна ДЦх радіорелейна станція "Лютик-М"
- Р-401
  - Р-401 - легка рухома малоканальна УКх радіорелейна станція "Струмок" ( ІК1.100.027). Шасі ГАЗ-63 з кузовом-фургоном КУНГ-1
  - Р-401К - легка рухома малоканальна УКх радіорелейна станція "Струмок-К" Р-401КБ - корабельна малоканальні УКВ радіорелейна станція "Струмок-КБ"
  - Р-401М - легка рухома малоканальна УКх радіорелейний станція "Білка" (ЕК1.100.027). Шасі ГАЗ-63 з кузовом-фургоном КУНГ-1М або ГАЗ-66 з кузовом-фургоном КУНГ-2
  - Р-401П - легка рухома малоканальна УКх радіорелейна станція
  - Р-401СМ - легка рухома малоканальна УКх радіорелейна станція
  - Р-401СТ - легка рухома малоканальна УКХ радіорелейна станція
- Р-402 - проміжна багатоканальна ДЦВ радіорелейна станція "Резеда"
  - Р-402М - проміжна багатоканальна ДЦВ радіорелейна станція "Резеда-М"
- Р-403 - автомобільна малоканальні УКВ радіорелейна станція "Бор" (ЕК1.201.044 ). Шасі ГАЗ-69
  - Р-403-Б - приймально-передавальний блок РРС Р-403
  - Р-403-БМ - приймально-передавальний блок РРС
  - Р-403М - автомобільна малоканальна УКВ радіорелейна станція "Бор-М" (ЕК1.201.026 ). Шасі УАЗ-469
  - Р-403МН - автомобільна малоканальні УКВ радіорелейна станція "Бор-МН"
  - Р-403МП - автомобільна малоканальні УКВ радіорелейна станція "Бор-МП"
  - Р-403МР - автомобільна малоканальні УКВ радіорелейна станція "Бор-МР"
- Р -404 - рухома багатоканальна ДЦВ радіорелейна станція "Волошка" (ОП1.201.001)
  - Р-404-3 - 3-машинна РРС Р-404 ( "Волошка"). Розміщується на 3 автомобілях ЗіЛ-157 або ЗіЛ-131 з кузовами-фургонами КУНГ-1М або КУНГ-1МД
  - Р-404-4 - 4-машинна РРС Р-404 ( "Волошка")
  - Р-404М - рухома багатоканальна ДЦВ радіорелейна станція " волошка-М "Р-404М-3 - 3-машинна РРС Р-404М (ОФ1.100.011). Розміщується на 3 автомобілях ЗіЛ-131 з кузовами-фургонами КУНГ-1МД
  - Р-404М-4 - 4-машинна РРС Р-404М з АМП типу "Сосна-М" (ОФ1.100.010). Розміщується на 4 автомобілях ЗіЛ-131 з кузовами-фургонами КУНГ-1МД
  - Р-404МС - стаціонарна РРС Р-404М (ОФ1.100.014)
  - Р-404С - стаціонарна РРС Р-404 ( "Волошка")
- Р -405 - легка рухома малоканальна МВ-ДЦВ радіорелейна станція. Шасі ГАЗ-63 з кузовом-фургоном КУНГ-1М
  - Р-405Д - радіорелейна станція
  - Р-405КБ - корабельна УКВ радіорелейна станція "Горіх"
  - Р-405м - легка рухома малоканальна МВ-ДЦВ радіорелейна станція (ЕК1.100.028). Шасі ГАЗ-66-05 з кузовом-фургоном КУНГ-1 або КУНГ-66
  - Р-405МП - комплект радіорелейної станції Р-405м Р-405МПБ - комплект радіорелейної станції Р-405м
  - Р-405МПГ-12 - комплект радіорелейної станції Р-405м
  - Р -405МПЛ - комплект радіорелейної станції Р-405м
  - Р-405МПО-1 - комплект радіорелейної станції Р-405м
  - Р-405МПО-3 - комплект радіорелейної станції Р-405м
  - Р-405МПП - комплект радіорелейної станції Р-405м
  - Р-405МПТ - комплект радіорелейної станції Р-405м
  - Р-405МПТ-1 - комплект радіорелейної станції Р-405м (ЕК1.100.002)
  - Р-405МПТ-1А - комплект радіорелейної станції Р-405м
  - Р-405МПТ-1Б - комплек т радіорелейної станції Р-405м
  - Р-405МПТ-1В - комплект радіорелейної станції Р-405м
  - Р-405МПТ-1І - комплект радіорелейної станції Р-405м
  - Р-405МПТ-1ІР - комплект радіорелейної станції Р-405м Р-405МПТ-1М - комплект радіорелейного станції Р-405м
  - Р-405МПТ-1С - комплект радіорелейної станції Р-405м
  - Р-405МПТ-2 - комплект радіорелейної станції Р-405м Р-405МС - комплект радіорелейної станції Р-405м
  - Р-405МСБ - комплект радіорелейної станції Р-405м
  - Р- 405МСО - комплект радіорелейної станції Р-405м
  - Р-405МСП - комплект радіорелейної станції Р-405м
  - Р-405МСП-Р - комплект радіорелейної станції Р-405м Р-405МСПЕ - комплект радіорелейної станції Р-405м Р-405МСУ - комплект радіорелейної станції Р-405м Р-405МСЕ - комплект радіорелейної станції Р-405м
  - Р-405МЕ - комплект радіорелейної станції Р-405м (ЕК1.100.028)
  - Р -405МЕ-1 - комплект радіорелейної станції Р-405м
  - Р-405ПО-2 - комплект радіорелейної станції Р-405
  - Р-405ПО-3 - комплект радіорелейної станції Р-405
  - Р-405ПТ-1 - комплект радіорелейної станції Р-405
  - Р-405ПТ -1С - комплект радіорелейної станції Р-405
  - Р-405-РТ1 - радіорелейна станція
  - Р-405С - комплект радіорелейної станції Р-405
  - Р-405СМ - комплект радіорелейного станції Р-405
  - Р-405СО - комплект радіорелейної станції Р-405
  - Р-405СП - комплект радіорелейної станції Р-405

- Р-406
  - Р-406БМ - важка рухлива 2-канальна радіорелейна станція
  - Р-406-ВЧ - важка рухлива багатоканальна СМх радіорелейна станція "Левком". Розміщується на 3 автомобілях ЗіЛ-157КЕГ
  - Р-406-НЧ - апаратна каналоутворення для РРС Р-406

- Р-407  - возима одноканальна УКх радіорелейна станція "Дятел" (ІП1.201.038)
  - Р-407М - возимо одноканальна УКВ радіорелейна станція " Дятел-М "

- Р-408 - важка рухлива багатоканальна тропосферна ДЦВ радіорелейна станція" Баклан "
  - Р-408м - важка рухлива багатоканальна тропосферний ДЦВ радіорелейна станція" Баклан-М "
  - Р-408МС - важка стаціонарна багатоканальна тропосферний ДЦВ радіорелейна станція" Баклан -МС "

- Р-409 - рухома малоканальна УКХ-ДЦВ радіорелейна станція "Дніпро" (ЖИ1.100.000)
  - Р-409а - автомобільна РРС Р-409. Шасі ЗІЛ-157КЕГ або ЗіЛ-131 з кузовом-фургоном К66У1Д
  - Р-409АМ - автомобільна РРС Р-409М. Шасі ЗІЛ-131 з кузовом-фургоном К2.131
  - Р-409Б - РРС Р-409 на бронебазі
  - Р-409БМ - РРС Р-409 на бронебазі. Шасі ГАЗ-49 (БТР-60П)
  - Р-409В - возима РРС Р-409
  - Р-409М - рухома малоканальна УКХ-ДЦх радіорелейна станція "Дніпро-М"
  - Р-409М1 - рухома малоканальна УКХ-ДЦх радіорелейна станція (ЖИ1.100.021)
  - Р-409М2 - рухома малоканальна УКХ-ДЦх радіорелейна станція
  - Р-409МА - автомобільна РРС Р-409М. Шасі ЗІЛ-131 з кузовом-фургоном К1.131
  - Р-409МС - стаціонарна РРС Р-409М
  - Р-409О -?
  - Р-409С - стаціонарна РРС Р-409
  - Р-409С-Р - стійка
  - Р-409СУ - малоканальна УКХ-ДЦх радіорелейна станція
  - Р-409Т - малоканальна УКХ-ДЦх радіорелейна станція
  - Р-409ТМ - малоканальна УКХ-ДЦх радіорелейна станція
- Р -410 - важка рухлива багатоканальна тропосферна ДЦх радіорелейна станція "Атлет". Розміщується на 1 автомобілі Урал-375А з кузовом-фургоном К375, 2 автомобілях ЗіЛ-131, 2 причепах 2-ПН-4 та 1 причепі 2-ПН-2
  - Р-410-2,5 - ТРРС Р-410 ( "Атлет" ) з діаметром дзеркала антени 2,5 м
  - Р-410-5,5 - ТРРС Р-410 ( "Атлет") з діаметром дзеркала антени 5,5 м
  - Р-410-7,5 - ТРРС Р-410 ( "Атлет" ) з діаметром дзеркала антени 7,5 м
  - Р-410-10 - ТРРС Р-410 ( "Атлет") з діаметром дзеркала антени 10 м
- Р-410м - важка рухлива багатоканальна тропосферна ДЦх радіорелейна станція "Діагноз-2" (ХЖ0.110.075 ). Розміщується на 1 автомобілі Урал-375А або Урал-43203 з кузовом-фургоном К375, 1 автомобілі ЗіЛ-131 з кузовом-фургоном КУНГ-1М і 2 причепах 2-ПН-4
  - Р-410м-5,5 - ТРРС Р-410м ( "Діагноз-2") з діаметром дзеркала антени 5,5 м
  - Р -410м-5,5-12 - ТРРС Р-410м ( "Діагноз-2") з діаметром дзеркала антени 5,5 м 12-канальна
  - Р-410М- 7,5 - ТРРС Р-410м ( "Діагноз-2") з діаметром дзеркала антени 7,5 м
  - Р-410м-7,5-12 - ТРРС Р-410м ( "Діагноз-2") з діаметром дзеркала антени 7, 5 м 12-канальна
  - Р-410м-10 - ТРРС Р-410м ( "Діагноз-2") з діаметром дзеркала антени 10 м
  - Р-410м-10-12 - ТРРС Р-410м ( "Діагноз-2") з діаметром дзеркала антени 10 м 12-канальна
  - Р-410м-У - навчальна ТРРС Р-410м ( "Діагноз-2") ( "Поручик")

- Р-410М1 - важка рухлива багатоканальна тропосферна ДЦх радіорелейна станція "Альбатрос" або "Фотохроніка"
  - Р-410М1-7,5 - ТРРС Р-410М1 з діаметром дзеркала антени 7,5 м
  - Р-410С - важка стаціонарна багатоканальна тропосферний ДЦВ радіорелейна станція

- Р-411 - радіорелейна станція

- Р-412 - комплекс засобів малоканального тропосферного СМх радіорелейного зв'язку "Торф"
  - Р-412а - автомобільна станція армійської ланки управління "Торф-А" комплексу Р-412 ( "Торф"). Розміщується на 2 автомобілях Урал-375А з кузовами-фургонами К375
  - Р-412АМ - автомобільна станція армійської ланки управління "Резонер-А" комплексу Р-412М ( "Резонер"). Розміщується на автомобілях КамАЗ
  - Р-412б - станція армійської ланки управління на бронебазі "Торф-Б" комплексу Р-412 ( "Торф"). Розміщується на об. 10 (МТ-ЛБ)
  - Р-412М - комплекс засобів малоканального тропосферного СМх радіорелейного зв'язку "Резонер"
  - Р-412с - стаціонарна станція "Торф-С" комплексу Р-412 ( "Торф")
  - Р-412СМ - стаціонарна станція "Резонер-С "комплексу Р-412М (" Резонер ") Р-412Ф - автомобільна станція фронтового ланки управління" Торф-Ф "комплексу Р-412 ("Торф"). Розміщується на 2 автомобілях Урал-375Д і 1 автомобілі ЗіЛ-131
  - Р-412ФМ - автомобільна станція фронтової ланки управління "Резонер-Ф" комплексу Р-412М ( "Резонер")

- Р-413 - радіорелейна станція зв'язку та оповіщення "Комплекс "
  - Р-413Д - приймальний комплект РРС Р-413 (" Комплекс ")
  - Р-413ДМ - приймальний комплект РРС Р-413м
  - Р-413К - приймальний комплект РРС Р-413 (" Комплекс ")
  - Р-413КМ - передавальний комплект РРС Р 413м
  - Р-413м - радіорелейна станція зв'язку та оповіщення "комплекс-М"

- Р-414 - комплекс засобів багатоканального ДЦх радіорелейного зв'язку "Алмаз" (ОФ0.110.061)
  - Р-414-3 3-машинна станція (ОФ1.100.017, ОФ1.100.029 або ОФ1.100.037). Розміщується на 2 автомобілях ЗіЛ-131 з кузовами-фургонами К131
  - Р-414-4 - 4-машинна станція. Розміщується на 2 автомобілях ЗіЛ-131 з кузовами-фургонами К131
  - Р-414-5 -?
  - Р-414М - комплекс засобів багатоканального ДЦх радіорелейного зв'язку "Танаїс"
  - Р-414С - комплекс засобів багатоканальної ДЦВ радіорелейного зв'язку "Алмаз-С" (ОФ0.110.066 або ОФ1.100.019)

- Р-420 - рухома багатоканальна тропосферна радіорелейна станція "Атлет-Д". Розміщується на автомобілях Урал-375А
  - Р-420М - рухома багатоканальна тропосферний радіорелейна станція "Атлет-ДМ"
  - Р-420С - рухома багатоканальна тропосферний радіорелейна станція "Атлет-ДС"

- Р-421 - рухома ММВ радіорелейна станція "гваюла"
- Р-423 - комплекс рухомий багатоканального тропосферного СМх радіорелейного зв'язку "Бриг"
  - Р-423-1 - рухома багатоканальна тропосферна СМх радіорелейна станція фронтових радіомереж "Бриг-1" (ОП1.100.028) комплексу Р-423 ( "Бриг")
  - Р- 423-1А - автомобільна станція Р-423-1 ( "Бриг-1А"). Розміщується на 2 автомобілях КамАЗ-43101 Р-423-1КФ - станція Р-423-1 в кузовах-фургонах ( "Бриг-1КФ")
  - Р-423-1М - рухома багатоканальна тропосферна СМх радіорелейна станція фронтових радіомереж "Бриг-1М". Розміщується на 2 автомобілях КамАЗ-43101
  - Р-423-2 - рухома багатоканальна тропосферна СМх радіорелейна станція армійських радіомереж "Бриг-2" комплексу Р-423 ( "Бриг")
  - Р-423-2А - автомобільна станція Р-423-2 ( " Бриг-2А "). Розміщується на 2 автомобілях КамАЗ-43101
  - Р-423-2Б - станція Р-423-2 на бронебазі ( "Бриг-2Б"). Розміщується на об.10 (МТ-ЛБ)
  - Р-423-2Д - авіадесантна станція Р-423-2 ( "Бриг-2Д"). Розміщується на автомобілях ЗІЛ-131
  - Р-423-2М - рухома багатоканальна тропосферна СМх радіорелейна станція армійських радіомереж "Бриг-2М". Розміщується на 2 автомобілях КамАЗ-43101 і 1 автомобілі ЗіЛ-131
  - Р-423-2РС - рухома багатоканальна тропосферна СМх радіорелейна станція армійських радіомереж "Бриг-2РС"
  - Р-423-2У - станція Р-423-2 вузлова ( "Бриг-2У ")
  - Р-423-2УП - станція Р-423-2У рухлива (" Бриг-2уп ")
  - Р-423-2УС - станція Р-423-2У стаціонарна (" Бриг-2УС ")
  - Р-423-АМ - рухома багатоканальна тропосферна СМх радіорелейна станція
  - Р-423-АМК - контейнерна багатоканальна тропосферна СМх радіорелейна станція (УЕ1.201.074)
  - Р-423-ПМ - рухома багатоканальна тропосферна СМх радіорелейна станція
  - Р-423М-1 - рухома багатоканальна тропосферна СМх радіорелейна станція
  - Р-423М-2 - рухома тропосферна СМх  радіорелейна станція
  - Р-423-МУ - рухома багатоканальна тропосферна СМх радіорелейна станція
  - Р-423с - рухома тропосферна СМх радіорелейна станція

- Р-425 - рухома ДЦх радіорелейна станція "Дебютант". Шасі ГАЗ-59032 (БТР-80)
- Р-426 - рухома багатоканальна СМВ радіорелейна станція

- Р-430 - комплекс рухомий багатоканальної ДЦВ-ММВ радіорелейного зв'язку "Норма"
  - Р-430л-1 - лінійна станція ДЦВ діапазону комплексу Р-430 ( "Норма")
  - Р-430л-2 - лінійна станція ММВ діапазону комплексу Р-430 ( "Норма")
  - Р-430П - станція помехозащищенной зв'язку комплексу Р-430 ( "Норма")
  - Р-430У - вузлова станція ММВ діапазону комплексу Р-430 ( "Норма")

- Р-431 - радіорелейна станція
- Р-431-АМ - антенний модуль РРС Р-431. Шасі КамАЗ-63501

- Р-433-АМ -?

- Р-434 - рухома радіорелейна станція
  - Р-434МТ - щогла телескопічна

- Р-438 - абонентська носима станція супутникового зв'язку "Бар'єр-Т"
  - Р-438-7 - возима станція супутникового зв'язку "Белозер-7"
  - Р- 438-7Д - возимо станція супутникового зв'язку "Белозер-7Д"
  - Р-438-М - абонентська носимая станція супутникового зв'язку "Белозер" (СПІК.464512.001)
  - Р-438Т - абонентська носима станція супутникового зв'язку
  - Р-438У - станція супутникового радіозв'язку "Белозер "

- Р-439 - комплекс супутникового радіозв'язку" Легенда-2 "Р-439-1 -? Р-439-2П -? Р-439-А - автомобільна станція "Легенда-2А" комплексу Р-439 ( "Легенда-2") Р-439-БВ - станція на бронебазе "Легенда-2БВ" комплексу Р-439 ( "Легенда-2"). Шасі К1.Ш1 Р-439-БВ1 - станція на бронебазе "Легенда-2БВ1" комплексу Р-439 ( "Легенда-2"). Шасі К1.Ш1 Р-439-БГ - станція на бронебазе (гусенична) "Легенда-2БГ" комплексу Р-439 ( "Легенда-2"). Шасі об. 10 (МТ-лобі) Р-439-БК - станція на бронебазе "Легенда-2БК" комплексу Р-439 ( "Легенда-2"). Шасі К1.Ш1 Р-439-БК1 - станція на бронебазе "Легенда-2БК1" комплексу Р-439 ( "Легенда-2"). Шасі К1.Ш1 Р-439-К - контейнерна станція "Легенда-2К" комплексу Р-439 ( "Легенда-2") Р-439-КУ - контейнерна вузлова станція "Легенда-2КУ" комплексу Р-439 ( "Легенда- 2 ") Р-439-КУЛ - контейнерна вузлова станція" Легенда-2КУЛ "комплексу Р-439 (" Легенда-2 ") Р-439-М - яку перевозять станція" Легенда-2М "комплексу Р-439 (" Легенда-2 ") Р-439-МА - корабельна станція комплексу Р-439 (" Легенда-2 ") ??? Р-439-МД - комплекс супутникового радіозв'язку "Легенда-МД" Р-439-МД1 - возимо станція для КШМ "Легенда-МД1" комплексу Р-439-МД ( "Легенда-МД") Р-439-МД-2 - автономна станція на бронебазе "Легенда-МД2" ??? (УЕ1.201.077) комплексу Р-439-МД ( "Легенда-МД"). Шасі К1.Ш1 Р-439-МД3 - яку перевозять станція "Легенда-МД3" ??? (УЕ1.201.078) комплексу Р-439-МД ( "Легенда-МД") Р-439-МД3-КР - яку перевозять станція (з кодовим поділом каналів) "Легенда-МД3-КР" (УЕ1.201.081) комплексу Р-439 -МД ( "Легенда-МД") Р-439-МДВ - вертолітний станція для ВЗПУ "Легенда-МДВ" комплексу Р-439-МД ( "Легенда-МД") Р-439-МДж - залізнична станція "Легенда-МДж" (УЕ1.201.083) комплексу Р-439 [2]